# Ropes
Ropesは、achico（アチコ）と戸高賢史による2人編成ユニット。前身バンドKARENの解散後、結成。

## メンバー
achico （アチコ、Vocal）
ヴォーカル、コーラスとして多数の作品、イベントに参加している（on button down、KAREN、キャンディーアイスラッガー (TIFFANYS)、LOSTAGE、Gotch (ASIAN_KUNG-FU_GENERATION)、mabanua、石橋英子、Keishi Tanaka、WUJA BIN BIN、(((さらうんど)))、ナオヒロックなど）。
戸高賢史 （トディ、Guitar）
細美武士とのMONOEYES、CryptCity、Art-Schoolなどでもギタリストとして、mayonnaise、tatoi (tatoi are Tomoyuki Bryan Watanabe(Guitar / akutagawa)、岸野一 (Bass / HUSKING BEE、malegoat)、山本晃紀 (Drum / LITE) では Vocal/Guitarとして活動中。エフェクター製作も手がけ、自身のブランド「Phantom FX」よりリリースしている。

## 主なライブ活動
2011年
- 「KAIKOO POPWAVE FESTIVAL 2011」に出演。

2012年
- OWEN Japan Tour 2012 サポート。
- Mount Eerie & Tenniscoats Japan Tour サポート。
- Thao and Mirah JAPAN TOUR サポート。

2013年
- 「usurebi」リリース記念の富士見丘教会ワンマンライブは即ソールドアウト。

2014年
- ASIAN KUNG-FU GENERATION presents「NANO-MUGEN FES.2014」出演

## ディスコグラフィ

### 音源
| 発売日         | タイトル                                           | 規格                   | レーベル       |
| -------------- | -------------------------------------------------- | ---------------------- | -------------- |
| 2011年09月07日 | 「SLOW/LAST DAY」                                  | 7inch                  | FLAKE SOUNDS   |
| 2013年09月04日 | 「usurebi」                                        | CD/12" Vinyl           | THROAT RECORDS |
| 2014年04月19日 | 『パノラマ / こどもたち』五味岳久&五味拓人 / ROPES | カバースプリット 7inch | THROAT RECORDS |
| 2015年08月05日 | 「dialogue」                                       | CD/12" Vinyl           | THROAT RECORDS |

(「SLOW/LAST DAY」の"Slow"で鉄琴、"Last Day"でのスティールパンはスティールパン奏者トンチの演奏。)